# Limeray
Limeray – miejscowość i gmina we Francji, w Regionie Centralnym, w departamencie Indre i Loara.
Według danych na rok 1990 gminę zamieszkiwały 972 osoby, a gęstość zaludnienia wynosiła 68 osób/km² (wśród 1842 gmin Regionu Centralnego Limeray plasuje się na 410. miejscu pod względem liczby ludności, natomiast pod względem powierzchni na miejscu 917.).